# 케아속
케아속(Nestor)는 앵무목에 속하는 뉴질랜드 조류 속의 하나이다. 케아앵무를 포함하고 있다.

## 하위 종
- 카카 또는 뉴질랜드카카 (Nestor meridionalis)
  - 북섬카카 (N. m. septentrionalis)
  - 남섬카카 (N. m. meridionalis)
- 케아앵무 (Nestor notabilis)
- † 노퍽섬케아 (Nestor productus)
- † 채텀카카 (Nestor chathamensis)[2]